# Rampa

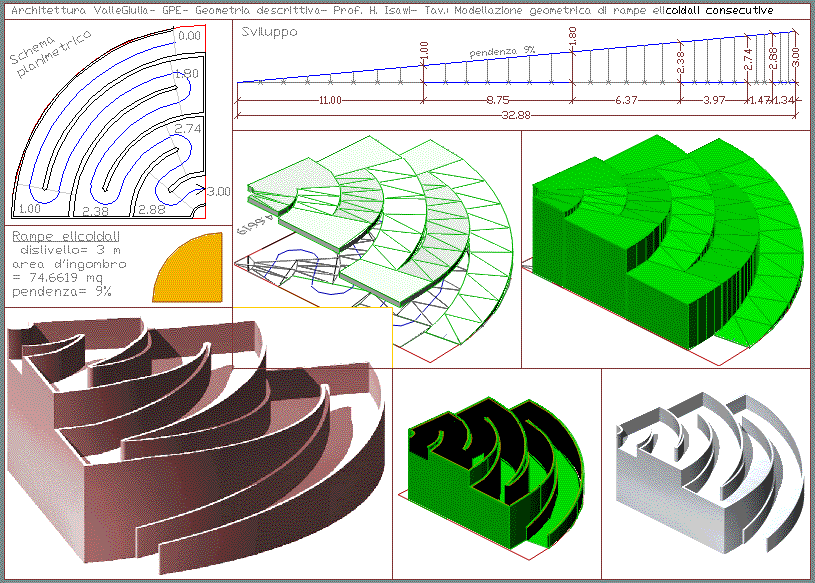
Rampe elicoidali

La rampa è un elemento architettonico che congiunge due piani con diverse quote, cioè posti ad altezze diverse. In geometria descrittiva una rampa può essere piana o elicoidale.
La pendenza di una rampa pedonabile deve essere al massimo dell'8% salvo eccezioni, per facilitarne l'utilizzo anche da parte di portatori di handicap.

## Rampa carrabile
La pendenza longitudinale massima consentita dalla normativa italiana è pari al 20%.
L'eventuale angolo d'attacco con pendenza massima del 6%. La pendenza media consigliata è del 12%.

## Rampa pedonale
La larghezza minima di una rampa deve essere: 
- di 0,90 m per consentire il transito di una persona su sedia a ruote;
- di 1,50 m per consentire l'incrocio di due persone.

Ogni 10 m di lunghezza ed in presenza di interruzioni mediante porte, la rampa deve prevedere un ripiano orizzontale di dimensioni minime pari a 1,50×1,50 m, ovvero 1,40×1,70 m in senso trasversale e 1,70 m in senso longitudinale al verso di marcia, oltre l'ingombro di apertura di eventuali porte. Qualora al lato della rampa sia presente un parapetto non pieno, la rampa deve avere un cordolo di almeno 10 cm di altezza. La pendenza delle rampe non deve superare l'8%. Sono ammesse pendenze superiori, nei casi di adeguamento, rapportate allo sviluppo lineare effettivo della rampa. In tal caso il rapporto tra la pendenza e la lunghezza deve essere comunque di valore inferiore rispetto a quelli individuati dalla linea di interpolazione del seguente grafico.
Possono però esserci leggi regionali più restrittive. Ad esempio la Regione Lombardia prevede queste pendenze:
- per rampe fino a 0,50 m la pendenza massima ammessa è del 12%;
- per rampe fino a 2,00 m la pendenza massima ammessa è dell'8%;
- per rampe fino a 5,00 m la pendenza massima ammessa è del 7%;
- oltre i 5,00 m la pendenza massima ammessa è del 5%.

Non viene considerato accessibile (ai fini di abbattimento delle barriere architettoniche) il superamento di un dislivello superiore a 3,20 m ottenuto esclusivamente mediante rampe inclinate poste in successione.